# Cepola schlegelii
 Cepola schlegelii és una espècie de peix de la família dels cepòlids i de l'ordre dels perciformes.

## Distribució geogràfica
Es troba des de Honshu (Japó) fins a Taiwan. També a Indonèsia.